# TGM SV Jügesheim
Die TGM SV Jügesheim war ein hessischer Sportverein in Rodgau, der größten Stadt im Kreis Offenbach. Der Verein entstand 2004 durch den Zusammenschluss der bis dahin selbstständigen Vereine TGM 1888 Jügesheim und SV 1915 Jügesheim. 2014 fusionierte der Verein mit der TGS Jügesheim zum Jügesheimer Sport- und Kulturverein (JSK) Rodgau.

## Abteilungen
Der Verein bestand im Jahr vor der Fusion zum JSK (2013) aus 15 Abteilungen: American Football, Basketball, Boule/Pétanque, Fassenacht, Fußball, Gymnastik, Judo/Jiu Jitsu, Langlauf, Leichtathletik, Spielmannszug, Tanzsport, Tischtennis, Turnen, Volleyball und Wandern. Darüber hinaus gibt es Angebote für die sogenannten Jungsenioren und zur Integration ausländischer Einwohner.

### Fußball

#### Männer
Die Fußballmannschaft der Herren spielte seit der Saison 2005/06 in der Landesliga Süd Hessen (seit 2008 Verbandsliga Hessen). Nachdem die Herrenmannschaft im Jahr 2001/02 aus der Oberliga Hessen und nach einer mittelmäßigen Saison nach dem zweiten Landesligajahr (2003/04) sogar in die Bezirksoberliga Frankfurt Ost abgestiegen war, schaffte sie in der Saison 2004/05 unter dem neuen Trainer Carlo Wöll den sofortigen Wiederaufstieg und ein Jahr darauf am letzten Spieltag den Klassenverbleib in der Landesliga Süd. In der Spielzeit 2006/07 erreichte sie den sechsten Platz im Endklassement. In der Spielzeit 2010/11 sicherte sich die TGM SV unter Ex-Profi Lars Schmidt die Verbandsligameisterschaft und kehrte nach neun Jahren wieder in die Hessenliga zurück. Nachdem in der Saison 2011/12 der Klassenerhalt in der Hessenliga gesichert werden konnte, wurde man in der darauffolgenden Saison Zweiter. Die Saison 2013/14 wurde als Hessenmeister beendet, aufgrund von finanziellen Problemen verzichtete der Verein aber auf das Aufstiegsrecht in die Regionalliga Südwest und trat ab 2014/15 als JSK in der siebtklassigen Gruppenliga an.

#### Frauen
Auch die Frauenfußballabteilung war einige Jahre lang erfolgreich. So gewann die Jügesheimer Frauenmannschaft in den Jahren 2004, 2005 und 2006 jeweils die Meisterschaft in der Oberliga Hessen sowie in der Saison 2005/06 den Hessenpokal, der im Folgejahr zur Teilnahme am DFB-Pokal der Frauen berechtigte. Das Team erreichte die zweite Hauptrunde, die es in der Verlängerung mit 2:4 gegen den Zweitligisten FF USV Jena verlor, nachdem es bereits in der ersten Runde den Zweitligisten TuS Niederkirchen aus dem Wettbewerb werfen konnte.
In der Saison 2006/07 erreichte die Mannschaft erneut die Aufstiegsrunde zur 2. Bundesliga-Süd, wo sie auf die Mannschaften des Karlsruher Vereins ASV Hagsfeld und des FC Bayern München II traf. Wie im Vorjahr scheiterte die Mannschaft und trat somit in der Saison 2008/09 in der damals neugegründeten Regionalliga Süd an. In den beiden folgenden Jahren stieg sie in die Hessenliga (2009/10) und die Verbandsliga (2010/11) ab. Zum Ende der Saison 2013/14 stieg die Frauenmannschaft in die Gruppenliga Frankfurt ab.

## Erfolge Fußball

### Männer
- 2004/05 Aufstieg in die Landesliga Süd
- 2006/07 Teilnahme am Hessenpokal (Achtelfinale am 17. Februar 2007 gegen den SV Wehen)
- 2010/11 Teilnahme am Hessenpokal (Halbfinale 2011 gegen den SV Wehen)
- 2010/11 Meister der Verbandsliga Süd und direkter Aufstieg in die Hessenliga
- 2013/14 Meister der Hessenliga

### Frauen
- Meister der Frauen-Oberliga Hessen: 2004/05, 2005/06, 2006/07
- Gewinn des Hessen-Pokals: 2005/06

## Bekannte Spieler
- Abderrahim Ouakili, früherer Spieler beim 1. FSV Mainz 05 und Karlsruher SC
- Lars Schmidt, früherer Profi beim 1. FSV Mainz 05, Karlsruher SC und Kickers Offenbach und ehemaliger Trainer der ersten Mannschaft von TGM SV Jügesheim (2010–2014)
- Michael Thurk, früherer Bundesliga-Profi beim 1. FSV Mainz 05 und Eintracht Frankfurt
- Daniele Fiorentino, früherer Spieler bei Kickers Offenbach und SV Wehen Wiesbaden
- Dirk Vollmar, früherer Spieler bei Kickers Offenbach und ehemaliger Trainer der ersten Mannschaft von TGM SV Jügesheim (2008–2009).
- Verena Volz, frühere Spielerin des FSV Frankfurt in der 1. Bundesliga.
- Jobina Lahr, heute Spielerin des Hamburger SV in der 1. Frauen-Bundesliga.